# Nuruddin Salim Jahangir
Nuruddin Salim Jahangir, kortweg Jahangir of Jehangir (31 augustus 1569 – 28 oktober 1627), was keizer van het Mogolrijk van 1605 tot 1627. Hij was de opvolger van zijn vader Akbar. In tegenstelling tot zijn vader bezat hij weinig bestuurlijk of militair talent en voerde weinig vernieuwingen door. Ook overzag hij geen grote bouwprojecten. Jahangir wijdde zich vooral aan het uitbreiden van de ceremonie en pracht van het hof. Als gevolg namen het ontzag en aanzien voor de keizer en het hof toe, maar nam diens effectiviteit af. Voor zijn troonsbestijging in 1605 was Jahangir bekend als prins Muhammad Salim of kortweg prins Salim. In 1600 kwam hij in opstand tegen zijn vader, maar verzoende zich later weer met hem. Aan zijn hof stimuleerde Jahangir nog meer dan zijn vader kunst en wetenschap. Onder invloed van opium en alcohol werd Jahangir op latere leeftijd steeds onvoorspelbaarder. Gedurende de lange perioden waarin hij niet bij zinnen was bestuurde zijn laatste vrouw Nur Jahan het rijk. Na Jahangirs dood in 1627 volgde een oorlog om de opvolging, die door zijn favoriete zoon Khurram werd gewonnen. Khurram regeerde het rijk daarna onder de naam Shah Jahan.

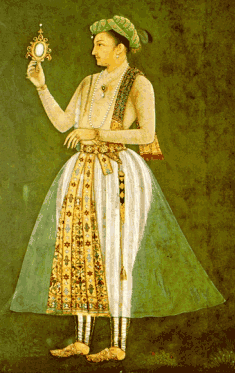
Prins Salim

## Jeugd
Jehangir was de derde zoon van zijn vader, keizer Akbar. Zijn moeder was de Rajput-prinses Rajkumari Hira Kunwari. Zij was de dochter van Raja Bihari Mal, de vorst van de staat Amber. Akbar had twee oudere zoons, de tweeling Hassan en Hoessein, maar die waren jong gestorven. 
Volgens de overlevering was de geboorte van prins Salim voorspeld door sjeik Salim Chishti, een invloedrijke soefi-heilige die in het dorpje Sikri woonde, ten westen van Agra. De prins werd vernoemd naar de soefi, en bovendien werd een dochter van Salim Chishti tot vroedvrouw benoemd. Jehangir zou samen met haar zoon Qutbuddin Koka opgroeien en zijn jeugdvriend in 1606 tot gouverneur van Bengalen benoemen. Akbar liet in 1569 rondom het kamp van de soefi een nieuwe hoofdstad bouwen, Fatehpur Sikri. De nieuwe hoofdstad werd in 1585 alweer opgegeven, waarschijnlijk wegens een tekort aan drinkwater.
Keizer Akbar wilde zijn zoon een goede opvoeding en opleiding geven. Daarom leerde prins Salim Turks, Perzisch, Arabisch, Urdu, geschiedenis, aardrijkskunde, rekenkunde en andere vakken. Hij had verschillende leraren, onder wie de befaamde dichter Rahim Khan-i-Khanan.
Na verloop van tijd kreeg prins Salim steeds grotere verantwoordelijkheden in het Mogolleger. In 1581, toen hij 12 jaar oud was, had hij tijdens een veldtocht tegen Kaboel al het commando over een regiment soldaten. In 1585 werd hij overste over twaalfduizend.
Op 15-jarige leeftijd verloofde prins Salim zich met zijn nicht Man Bai, de dochter van radja Bhagwan Das, toentertijd vorst van Amber. Het huwelijk werd voltrokken op 13 februari 1585. In 1586 werd een dochter geboren, Sultanunnissa Begum. In 1587 volgde een zoon, Mirza Khusrau. In 1586 was hij al voor de tweede maal getrouwd, ditmaal met Jodh Bai of Jagat Gosain, de dochter van radja Udai Singh van Jodhpur. Uit dit huwelijk werd zijn tweede zoon geboren, prins Khurram, de latere keizer Shah Jahan. Nog in hetzelfde jaar volgden nog twee huwelijken, met de dochters van de radja van Bikaner en een Perzische hoveling. In nog eens tien jaar volgden nog 16 huwelijken. Hoewel het aantal van vier voor moslims toegestane huwelijken ("nikahs") daarmee werd overschreden, golden ze als zogenaamde "extra" huwelijken, die om strategische redenen werden gesloten. Het weerhield de jonge prins er niet van een groot aantal kinderen te verwekken, waarvan de meeste jong stierven. Ook had hij een groot aantal concubines die lager in rang stonden binnen de harem, zodat hij bij grove schatting over ongeveer 300 jonge aantrekkelijke vrouwen beschikte.

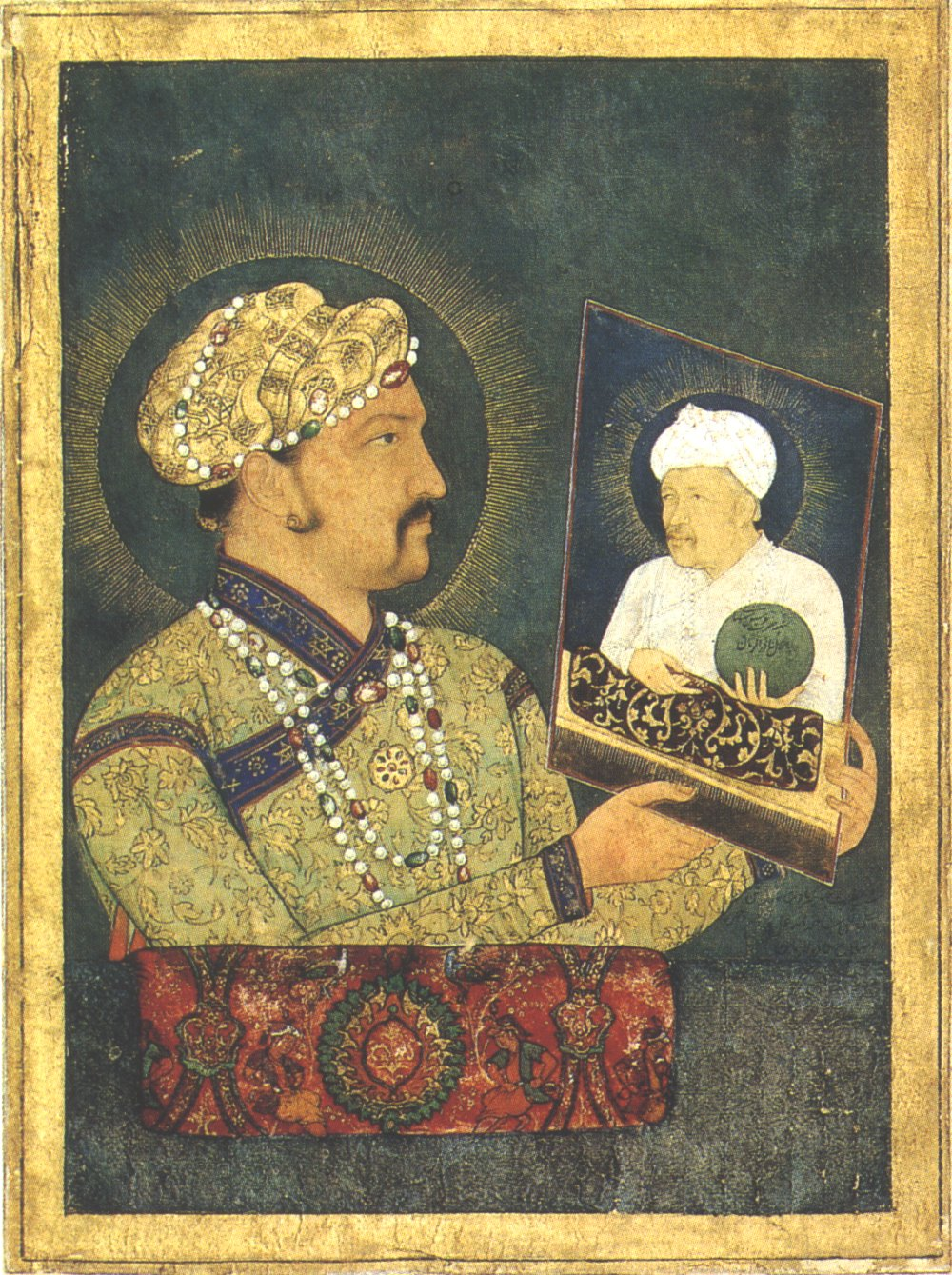
Keizer Jahangir met een portret van zijn vader Akbar. Akbar biedt hem symbolisch de wereldbol aan. Onbekende schilder, rond 1614.

### Salim in opstand tegen Akbar
Prins Salim raakte gedurende het laatste decennium van de 16e eeuw steeds ongeduldiger. Zijn vader Akbar vertoonde geen teken van lichamelijke zwakte, in tegenstelling tot zijn zoons. Salim lijkt te hebben gevonden dat zijn beurt op de troon te mogen zitten gekomen was, en hij zo nodig de zaken naar zijn eigen hand moest zetten.
Keizer Akbar verloor in zijn latere leven iets van de energie die hem eerder gekenmerkt had, en in plaats van zelf de militaire campagnes aan te voeren gaf hij soms een van zijn drie zoons het bevel. In 1595 leidde zijn tweede zoon Murad een invasie van het sultanaat Ahmednagar. De campagne had weinig succes, wat deels aan Murads continue dronkenschap lag. In 1599 stierf Murad en werd hij vervangen door prins Daniyal, Akbars derde zoon, die echter even incapabel schijnt te zijn geweest als Murad. Akbar besloot daarom alsnog zelf de leiding op zich te nemen en liet prins Salim achter met de opdracht een aanval op Mewar te organiseren. Salim gebruikte de afwezigheid van zijn vader om vertrouwelingen op belangrijke posities aan te stellen. In 1600 keerde hij terug uit Mewar en deed een vergeefse poging het fort van Agra (en de zich daar bevindende schatkist) in handen te krijgen. Toen dit niet slaagde trok hij naar Allahabad, waar hij zijn eigen troepen begon te werven.
Midden 1601 keerde Akbar, na overwinningen op de sultans van Ahmednagar en Kandesh terug naar Agra. Salim trok daarop met 30.000 ruiters op tegen zijn vader, maar deze bleef koel en beval de prins zijn troepen naar huis te sturen. Uiteindelijk durfde Salim een rechtstreeks bevel van zijn vader niet te negeren. Akbar, die de zaak als een familie-aangelegenheid zag, liet Salim daarop uitroepen als onderkoning van Bengalen en Orissa. Maar de prins bleef in Allahabad, waar hij munten met zijn eigen naam erop liet slaan. Dit ging Akbar toch te ver, en hij stuurde zijn vertrouwde adviseur Abul Fazl naar Allahabad om zijn zoon tot inkeer te brengen. Salim, die een hekel aan Abul Fazl had, liet hem vermoorden.
Uiteindelijk wisten Akbars vrouw Salima Begum en moeder Hamida Banu Begum een verzoening tot stand te brengen. Salim kwam naar Agra en wierp zich aan de voeten van zijn vader. Deze vergaf zijn zoon onmiddellijk, om hem terstond opnieuw op te dragen Mewar aan te vallen. Salim zag dit echter niet zitten en - tegen de wil van zijn vader - keerde terug naar Allahabad, waar hij een verdorven bestaan vol opium en wijn leidde.

### Opvolging
In april 1604 stierf prins Daniyal, zodat Salim de enige overgebleven zoon van de keizer was. Akbars moeder Hamida Banu Begum stierf later dat jaar. Haar dood was een harde klap voor Akbar, die zich nu steeds meer zorgen om zijn eigen opvolging maakte. Mogelijk heeft Akbar enige tijd overwogen in plaats van Salim diens 17-jarige zoon Mirza Khusrau tot opvolger te benoemen. Deze prins was nog jong maar enkele hovelingen gaven hem de voorkeur boven de door alcohol en opium handelsonbekwame Salim. Akbar gebood Salim desondanks terug te komen naar Agra, waar hij zich opnieuw aan zijn vader moest onderwerpen, dit maal in het openbaar. Tijdens de ceremoniële audiëntie behandelde hij zijn zoon met alle eer, maar na afloop sleepte hij hem een kamer in waar hij hem flink de les las. Salim werd onder huisarrest geplaatst en opium en alcohol werden hem ontzegd. Salims gedrag verbeterde hierdoor aanzienlijk.

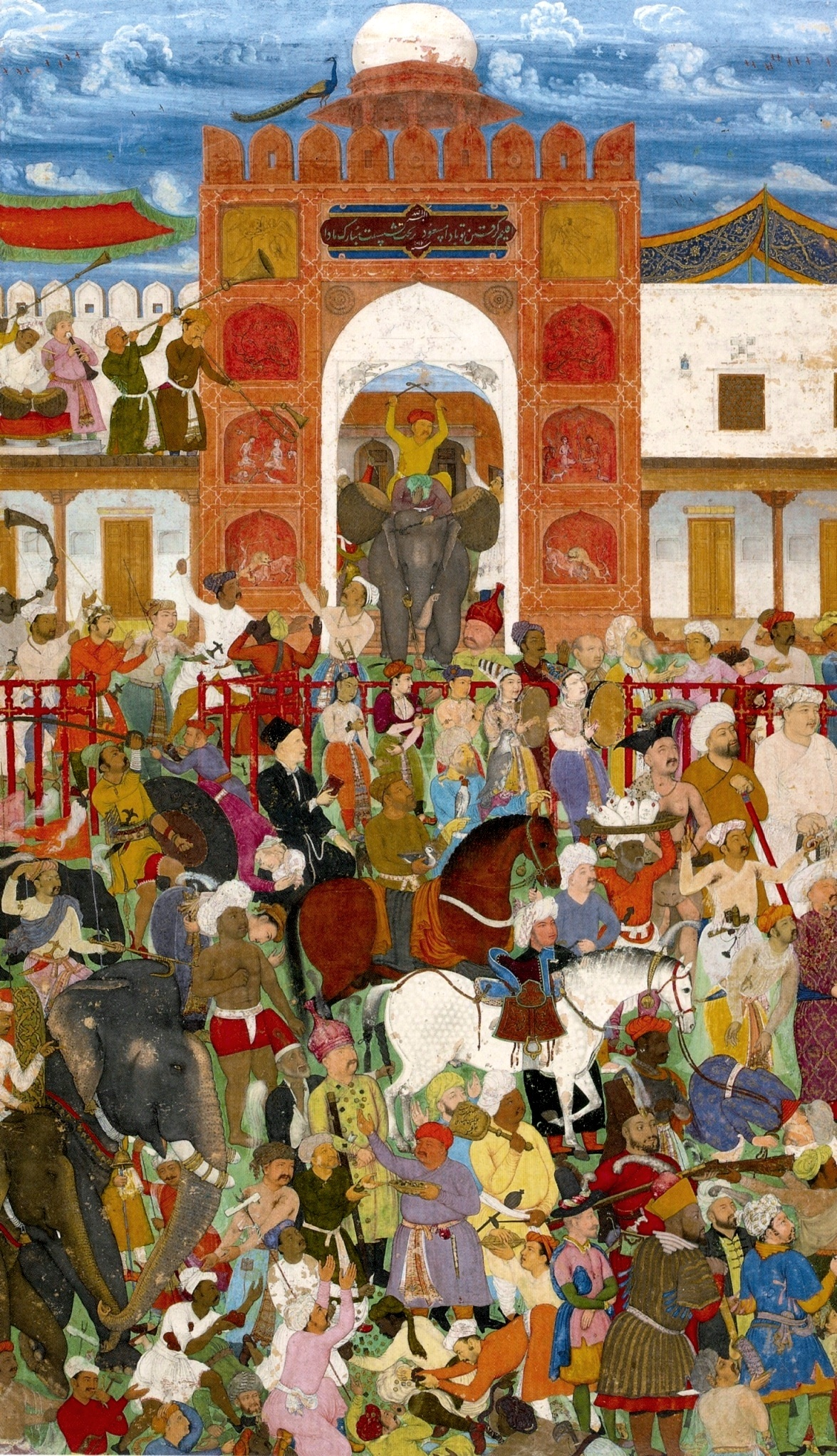
Feestelijkheden bij de troonsbestijging van Jahangir. Miniatuur door Abu'l Hasan ter illustratie van de Jahangirnama, ongeveer 1615-8.

Akbar leefde echter niet veel langer. In oktober 1605 overleed hij aan dysenterie, na een paar weken van ziekte. Tijdens het ziekbed van de keizer smeedden enkele hovelingen samen om in plaats van Salim Mirza Khusrau op de troon te plaatsen. Dit plan mislukte en Akbar droeg de keizerlijke tulband en dolk op zijn sterfbed over aan Salim. Op 3 november 1605, acht dagen na de dood van zijn vader, besteeg Salim de troon. Hij nam de naam Nuruddin Muhammad Jahangir Padshah Ghazi aan. De naam Jahangir komt uit het Perzisch en betekent "heerser over de wereld". De naam Nuruddin betekent "licht van het geloof".
Prins Khusrau was een bedreiging gebleken en werd in Agra onder bewaking geplaatst. Ongeveer een half jaar na Jahangirs machtsovername, in april 1606, vluchtte de prins naar de Punjab. Hij wist een leger te verzamelen en sloeg het beleg op voor Lahore. Jahangir reageerde snel. De opstand werd neergeslagen en Khusrau gevangen genomen. De prins werd gestraft door te moeten toekijken hoe zijn gevangengenomen aanhangers op staken gespietst werden. Opnieuw werd de prins onder arrest geplaatst, wat hem er niet van weerhield een moordcomplot tegen zijn vader op te zetten. Toen Jahangir hiervan werd ingelicht liet hij zijn zoon blind maken. Later stuurde Jahangir de beste dokters naar prins Khusrau, zodat hij een groot deel van zijn zicht weer terugkreeg.

## Regering

### Militaire politiek
Onder Jahangir werd het rijk verder uitgebreid. In tegenstelling tot Akbar was Jahangir geen groot militair. Hij liet de aanvoering van de strijdkrachten vooral over aan zijn zoons Parviz, Khurram en Shahryar. Khusrau werd niet langer vertrouwd met een positie van militaire macht, hetgeen uiteindelijk de ondergang voor de prins betekende omdat hij zich niet tegen zijn broers kon verweren.
Tijdens Jahangirs regering werd Mewar onderworpen, wat onder zijn vader Akbar nooit gelukt was. Dit was de belangrijkste overgebleven Rajputstaat die de Mogolkeizer weigerde te erkennen. De rana van Mewar, Rana Amar Singh, had jarenlang weerstand geboden tegen de Mogols. In 1613 verplaatste Jahangir zijn hof naar Ajmer om de militaire actie te kunnen overzien. Het militaire bevel berustte bij zijn zoon prins Khurram, die een meedogenloze en verbeten campagne leidde om de rana uiteindelijk op de knieën te dwingen. De onderwerping van Mewar zond een signaal uit dat verzet zinloos was. Andere trotse radja's in het tegenwoordige Rajasthan en Gujarat onderwierpen zich hierna zonder slag of stoot.
In de Himalaya's wist prins Khurram in 1618 opnieuw een overwinning te behalen door de radja van Kangra te onderwerpen, een van de laatste lokale heersers in het gebied die de macht van de Mogols was blijven weerstaan. In het westen werd in 1622 Kandahar, dat in 1595 door Akbar was veroverd, weer aan de Safawieden (Perzië) verloren.
Gedurende het grootste deel van Jahangirs regering lukte het de Mogols niet de controle over de gehele Dekan te vestigen. Opstandelingen onder Malik Ambar bleven in Ahmednagar verzet bieden, ook nadat een Mogolleger onder bevel van prins Parviz in 1616 hun hoofdstad Khadki innam en met de grond gelijk maakte.
Aan de noordoostelijke grens van het rijk was er een vrijwel continue oorlog met het Koninkrijk Ahom in de vlakte van de Brahmaputra. De Mogols hadden grote moeite met de stijl van oorlogsvoering van de Ahoms, die goed aangepast was aan het drassige land met zijn rivierarmen. De Ahoms gebruikten boten en musketten en konden door gebruik van bamboe en aarden wallen snel versperringen aanleggen. De onderwerping van dit gebied bleef buiten het bereik van de Mogols.

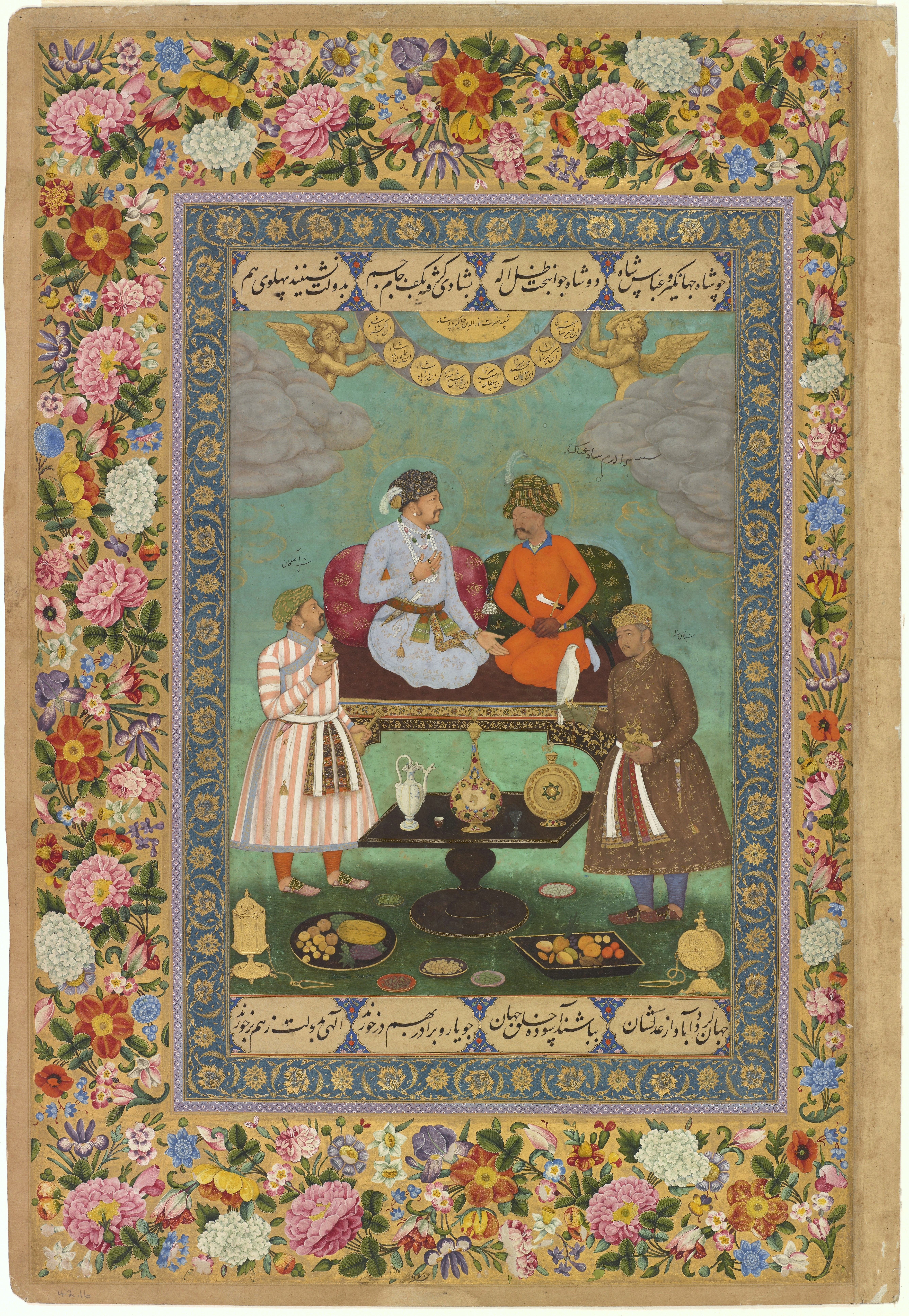
Jahangir verwelkomt sjah Abbas (ca. 1618) door Abu al-Hasan

### Religieuze en juridische politiek
Keizer Jahangir voerde een meer op de islam gerichte politiek dan zijn vader Akbar. Akbar had een politiek van godsdienstvrijheid gevoerd en persoonlijk interesse getoond in alle religies en spirituele stromingen binnen het rijk. Hoewel dit de overwegend hindoeïstische bevolking voor hem won, verdeelden Akbars religieuze experimenten de islamitische elite.
Conservatief-islamitische theologen zoals Sheikh Ahmad Sirhindi zagen in Akbars politiek godslastering. Sirhindi wilde de ondergang van de hindoes en een vernieuwing die de islam terugbracht naar de wetten van de sharia. Jahangir liet hem in 1619 een jaar lang opsluiten, maar later verwelkomde hij hem terug aan zijn hof. Anders dan zijn vader was Jahangir een gematigd maar overtuigd moslim. Hij bezocht het mausoleum van Salim Chishti vaak en beschouwde zichzelf als een discipel van de soefi, ondanks dat de laatste reeds in 1572 gestorven was. Hij bracht echter ook bezoeken aan de hindoeïstische asceet Gosain Jadrup in diens grot bij Ujjain. In de praktijk bleef de religieuze politiek onder Jahangir tolerant. Hij weigerde de sharia in te voeren of zijn hindoeïstische onderdanen te belasten. 
Als een van zijn eerste daden als keizer liet Jahangir Goeroe Arjan, de vierde leider van de Sikhs terechtstellen. De goeroe had prins Khusrau tijdens diens mislukte opstand zijn zegen gegeven. Zijn opvolger werd enige tijd gevangen gezet en vluchtte daarna de uitlopers van de Himalaya in, waar hij zich veiliger achtte tegen de luimen van de keizer.
Jahangir voerde de "ketting van het recht" in. Iedereen die een beroep op de keizer wilde doen, kon aan die ketting trekken om bij de keizer op audiëntie te mogen komen en zijn zaak bij de keizer te bepleiten.

### Hofhouding
Jahangir was in tegenstelling tot zijn vader geen actieve persoonlijkheid. Hij hield van een comfortabel leven en omringde zijn hof met veel pracht en praal. Meestal verbleef hij in Agra, maar zoals alle Mogolkeizers was hij mobiel. Het hof werd om militaire redenen tijdelijk verplaatst naar Ajmer, Kabul en Mandu. In de zomer was Jahangir vaak in Kasjmir om aan de hitte te ontsnappen.
Jahangirs hofhouding kenmerkte zich door een grote hoeveelheid ritueel en ceremonie. Deze was bedoeld om te imponeren en zijn onderdanen onder de indruk te brengen, zodat opstanden uitbleven. Lokale heersers zonden hun zoons naar het keizerlijke hof, waar ze met geschenken en titels werden overladen. Dit garandeerde dat de lokale prinsen niet in opstand kwamen. Als aanhanger van de soefistische islam genoot Jahangir ervan zijn persoonlijke discipelen uit de hovelingen te kiezen. Onder deze hovelingen bevond zich ook de Engelse ambassadeur, Sir Thomas Roe, die het favoriete drinkmaatje van de keizer was. Roes beschrijvingen van het Mogolhof zijn een belangrijke bron van informatie voor historici.

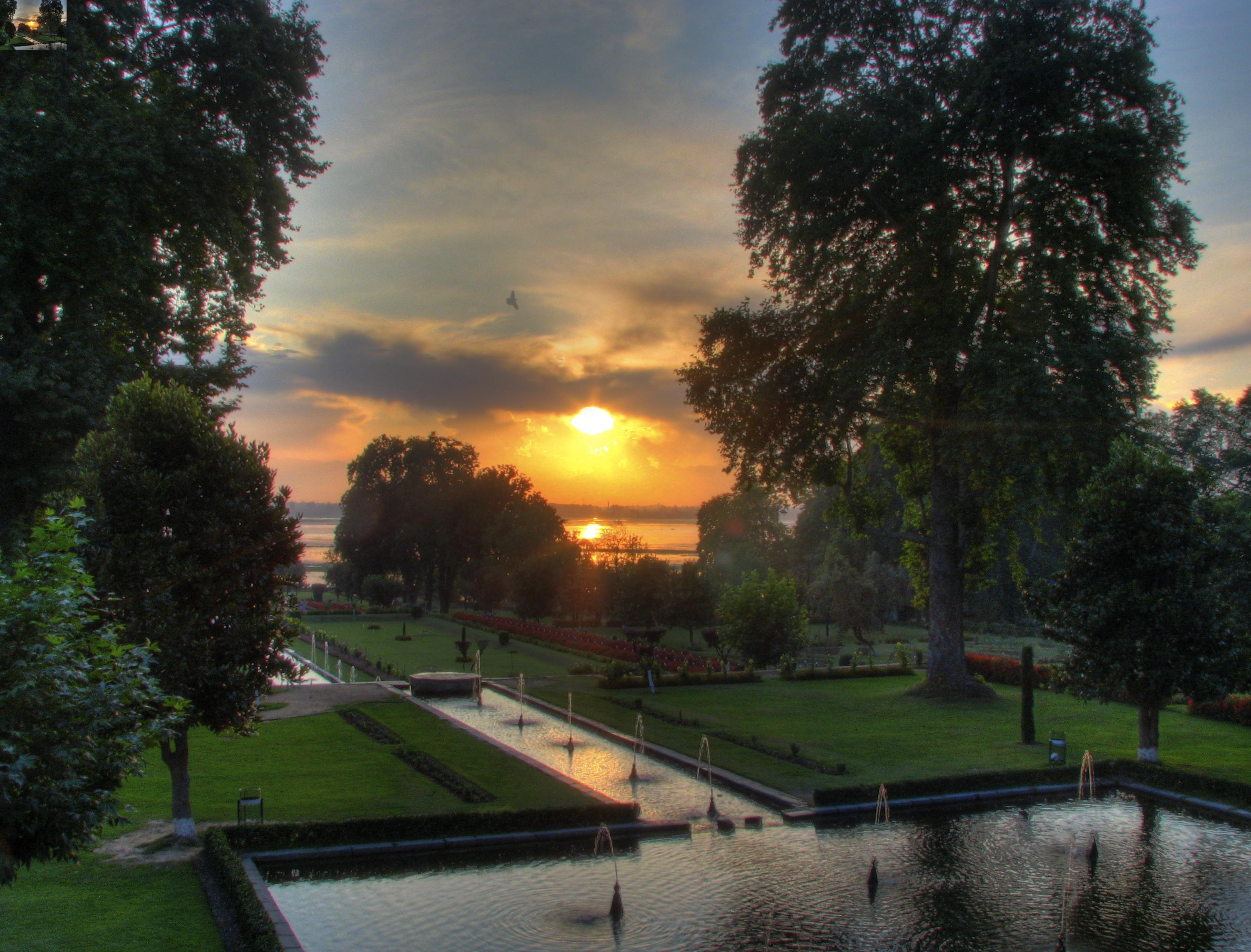
De tuinen van Nishat Bagh in Kasjmir werden in opdracht van Jahangir aangelegd. De keizer vertoefde in de zomer graag in Kasjmir vanwege het milde klimaat.

De keizer was een groot liefhebber van kunst en literatuur en onder zijn enorme hofhouding bevonden zich veel kunstenaars. Jahangir was vooral aangetrokken tot de schilderkunst. Aan zijn hof bereikte deze kunst haar hoogtepunt. Naast portretten werden ook dieren, planten en natuurlijke motieven afgebeeld. De keizer en zijn hovelingen verzamelden deze werken en de paleizen hingen vol schilderijen. Jahangir schreef zelf poëzie en een autobiografie met de titel Tuzk-e-Jahangiri. In tegenstelling tot Akbar en Shah Jahan was hij geen groot bouwer. De belangrijkste architectonische prestatie onder zijn bewind was het mausoleum van Akbar, het grafmonument voor zijn vader in Sikranda, nabij Agra. Daarnaast liet hij op verschillende plekken in Kasjmir prachtige tuinen aanleggen, die gekenmerkt worden door een strak symmetrisch grondplan en vele fonteinen en waterlopen.
Keizer Jahangir was verslaafd aan de alcohol en in zijn latere jaren hoe langer hoe gevoeliger voor de invloed van anderen. Op latere leeftijd trok de keizer zich steeds vaker en langer terug uit het dagelijkse bestuur. Vooral zijn twintigste en laatste vrouw kreeg daardoor grote invloed op hem. Zij was de knappe en intelligente Mehr-un-Nisa. Mehr-un-Nisa kreeg naderhand de naam Nur Jahan, "licht van de wereld". De keizer ontmoette haar in 1611 en raakte zo van haar onder de indruk dat hij haar nog hetzelfde jaar trouwde. In tegenstelling tot Jahangir zat zijn nieuwe vrouw niet stil. Zij wist haar vader, Mirza Ghiyath Beg, tot keizerlijke divan (de belangrijkste minister) te laten benoemen. Haar broer Asaf Khan werd een belangrijk hoveling. Nur Jahan sloot een verbond met prins Khurram, de meest meedogenloze zoon van de keizer. Prins Khurram trouwde de dochter van Asaf Khan, Arjumand Banu om dit verbond te bezegelen.
Nur Jahan ondertekende officiële documenten met haar naam en liet zelfs munten met haar naam naast die van Jahangir slaan. Zij regeerde gedurende het laatste decennium van Jahangirs bewind het land vanwege de benevelde toestand waar haar man zich gedurende lange perioden in bevond. Vanzelfsprekend ontstond er weerstand tegen de groep van Nur Jahan en haar familie met prins Khurram. De tegenstanders verzamelden zich vooral rond prins Khusrau, in wie ze de tekortgedane toekomstige opvolger zagen.

### Factievorming aan het hof
In 1614 verplaatste Jahangir zijn hof naar Mandu in de Dekan om toe te zien op de onderwerping van het sultanaat Ahmednagar. Hij had de leiding over de operaties uit handen van zijn zoon Parwiz genomen, die er niet in geslaagd was de tegenstand onder Malik Ambar te breken. Prins Khurram weigerde echter het bevel op zich te nemen zolang Khusrau in Agra achterbleef. Uiteindelijk bewoog Nur Jahan de keizer ertoe Khusrau onder bewaking van Asaf Khans handlangers te stellen. Zodoende was Khurram verzekerd dat zijn oudere broer niet de macht zou proberen te grijpen. Khurrams overwinningen dwongen Malik Ambar ertoe de Mogols als soeverein te erkennen. In 1619 kon de keizer terugkeren naar Agra. Zodra de Mogols weer vertrokken waren, kwam Malik Ambar echter weer in opstand. Dit maal wist hij zich met de sultanaten Golkonda en Berar te verbinden.
Prins Khurram werd opnieuw opgedragen de Dekan te onderwerpen. De prins was een koel, berekenend man en begreep dat de opvolging een strijd om alles of niets zou worden. Hij stemde in met een nieuwe campagne onder voorwaarde dat Khusrau als zijn gevangene meereisde. In 1621, na een daverende overwinning op de sultanaten, liet hij zijn oudere broer ombrengen.
Jahangirs gezondheid was in deze periode aanzienlijk achteruit gegaan, hetgeen gezien zijn alcoholisme en opiumverslaving niemand kon verwonderen. De vraag om de opvolging was daarmee urgent geworden. Nur Jahan begreep dat wanneer Khurram op de troon kwam, haar eigen rol uitgespeeld zou zijn. Zij organiseerde in 1620 daarom een huwelijk tussen haar dochter, Ladili Begam, en de jongste zoon van de keizer, de 16-jarige prins Shahryar. Met Shahryar onder haar invloed hoopte Nur Jahan de macht bij een eventueel overlijden van Jahangir in handen te houden.
In 1622 werd Khurram opnieuw opgedragen het bevel over een militaire expeditie te nemen, dit maal om Kandahar op de Safawieden te heroveren. Met alle belangrijke posities in handen van aanhangers van Nur Jahans factie, zag de prins zijn kans op de troon uit zijn handen glijden. Hij weigerde te gehoorzamen en kwam in plaats daarvan in opstand, waarbij hij de Dekan als basis gebruikte. Khurram viel eerst direct Agra aan, maar werd verslagen en moest zich terugtrekken. Daarna deed hij een nieuwe aanval vanuit het oosten, om bij Allahabad opnieuw te worden verslagen. Jahangir vergaf zijn zoon de opstand, maar hield vervolgens wel twee zoons van de prins, Aurangzeb en Dara Shikoh, in gijzeling om hem in toom te houden.
Nur Jahan maakte zich met haar openlijke usurpatie van de keizerlijke macht niet geliefd. Zelfs haar broer, Asaf Khan, smeedde in het geheim tegen haar samen met prins Khurram. Een andere vijand van Nur Jahan was de ervaren generaal Mahabat Khan. Deze had zich met prins Parwiz verbonden en vormde daarom een reële bedreiging voor Nur Jahan. Mahabat Khan wist in maart 1626 met een snelle actie de gehele keizerlijke hofhouding, die onderweg was naar Kabul, gevangen te nemen. Gedurende de wintermaanden hield Mahabat Khan Nur Jahan en de keizer in zijn macht, hoewel de laatste met behulp van Asaf Khan aanvallen op de rajputs organiseerde. Onderweg terug naar Lahore wist Nur Jahan door een list met de keizer onder de bewaking van de rajputs uit te komen, en Mahabat Khan zag zich genoodzaakt naar de Dekan te vluchten.

### Dood en opvolging
In oktober 1626 stierf prins Parwiz, volgens de officiële lezing wegens bovenmatig alcoholgebruik. Een jaar later volgde keizer Jahangir zijn zoon in de dood. De keizer stierf op 28 oktober 1627, onderweg terug naar Lahore na een verblijf in Kasjmir. Asaf Khan reageerde onmiddellijk en efficiënt. Hij liet Nur Jahan en het lichaam van Jahangir onder toezicht stellen, bevrijdde de gegijzelde zonen van Khurram, en zond de laatste bericht. Omdat Khurram zich ver weg in de Dekan bevond duurde het even voordat hij ter plekke kon zijn. Asaf Khan liet daarom een zoon van Khusrau, Dawar Bakhsh, als keizer installeren. Deze ongelukkige jonge prins was slechts een pion in een plan om Khurram tijd te verschaffen. Shahryar zag zich door de installatie van Dawar Bakhsh genoodzaakt zijn aanspraak te doen gelden en kwam in opstand, om bij Lahore door Asaf Khans troepen verslagen en gevangen te worden. Asaf Khan verplaatste het hof daarna terug naar Agra.
Op zijn tocht naar het noorden ontving prins Khurram het nieuws dat zijn enige overgebleven broer in handen van Asaf Khan was. Zijn meedogenloze karakter klinkt door in het antwoord dat hij aan Asaf Khan stuurde: zowel Shahryar, de marionet, als andere prinsen dienden uit de weg te worden geruimd. De vizier liet daarop Shahryar, Dawar Bakhsh, diens broer, en twee zoons van Daniyal Mirza, een broer van Jahangir, ter dood brengen. Op 28 januari 1628 werd Khurram als keizer in Agra onthaald. Hij nam de regeringsnaam Shah Jahan aan.
Jahangir werd begraven in Shahdara, tegenwoordig in de buitenwijken van Lahore. Nur Jahan bracht de rest van haar leven onder huisarrest in Lahore door. Ze overzag daar de bouw van Jahangirs mausoleum.

## Biografie
- Lisa Balabanlilar, The Emperor Jahangir. Power and Kingship in Mughal India, 2020. ISBN 9781838600440

Babur · Humayun · Akbar · Jahangir · Shah Jahan · Aurangzeb 
Bahadur Shah I · Jahandar Shah · Farrukhsiyar · Rafi Ul-Darjat · Shah Jahan II · Muhammad Shah · Ahmad Shah Bahadur · Alamgir II · Shah Alam II · Akbar Shah II · Bahadur Shah II